# Rabak
Rabak (in arabo ربك‎?) è una città nel Sudan orientale ed è la capitale dello Stato del 
Nilo Bianco dal 1994. La città è collocata sulla riva est del Nilo Bianco, circa 260 km a sud di Khartoum e 340 km a ovest dell'Etiopia. Sulla sponda opposta del fiume si trova a 5 km la città di Kosti. Rabak è a 362 metri sul livello del mare. La città possiede una fabbrica di cemento, la Nile Cement Company, la quale nel 2001 la produzione fu di 50.200 tonnellate e nel 2002 di 41.000. Nelle vicinanze esiste anche una cava di calcina.
| Anno              | Abitanti |
| ----------------- | -------- |
| 1973 (Censimento) | 18.399   |
| 1983 (Censimento) | 26.693   |
| 1993 (Censimento) | 59.261   |
| 2007 (Stima)      | 152.711  |